# 1053
| Calendário gregoriano                                                        | 1053 MLIII                                           |
| Ab urbe condita                                                              | 1806                                                 |
| Calendário arménio                                                           | 502 – 503                                            |
| Calendário bahá'í                                                            | -791 – -790                                          |
| Calendário budista                                                           | 1597                                                 |
| Calendário chinês                                                            | 3749 – 3750 Início a 22 de janeiro (aproximadamente) |
| Calendário copta                                                             | 769 – 770                                            |
| Calendário etíope                                                            | 1045 – 1046                                          |
| Calendários hindus - Vikram Samvat - Calendário nacional indiano - Cáli Iuga | 1108 – 1109 974 – 975 4153 – 4154                    |
| Calendário Holoceno                                                          | 11053                                                |
| Calendário islâmico                                                          | 444 – 446                                            |
| Calendário judaico                                                           | 4813 – 4814                                          |
| Calendário persa                                                             | 431 – 432                                            |
| Calendário rúnico                                                            | 1303                                                 |
| Calendário solar tailandês                                                   | 1596                                                 |

1053 (MLIII, na numeração romana) foi um ano comum do século XI do Calendário Juliano, da Era de Cristo, a sua letra dominical foi C (52 semanas), teve início a uma sexta-feira e terminou também a uma sexta-feira.
No território que viria a ser o reino de Portugal estava em vigor a Era de César que já contava 1091 anos.
| Ano completo                       |
| ---------------------------------- |
| Ano comum com início à sexta-feira |

## Eventos
- Haroldo Godwinson sucede a seu pai como conde de Wessex.
- Garcia Sanches III, rei de Pamplona, manda construir o Mosteiro de San Millán de Yuso.
- Badis ben Habus, rei zirida de Granada conquista a taifa de Málaga, possivelmente para o hamúdida Idris II al-Ali. Badis assumiria o trono de Málaga em 1058.

## Nascimentos
- 7 de julho — Shirakawa, 72º imperador do Japão  (m. 1129).
- Gémeos Raimundo Berengário II  (m. 1083) e Berengário Raimundo II — condes de Barcelona.

## Mortes
- Goduíno — conde de Wessex  (n. c. 1001).